# پریچهر جمشیدی
پریچهر جمشیدی کلانتری (انگلیسی: Parichehr Jamshidi، متولد ۹ اردیبهشت ماه ۱۳۲۵ خورشیدی در مزرعه کلانتر) بازیکن سابق والیبال و عضو اولین تیم ملی والیبال زنان ایران است. وی هم‌اکنون ساکن سیدنی استرالیا است.

## زندگی ورزشی
پریچهر جمشیدی ورزش را ابتدا با رشته دو و میدانی در دبیرستان دخترانه زرتشتی انوشیروان دادگر تهران آغاز کرد و تا کسب عنوان قهرمان دوی با مانع و عنوان سومی پرش طول در مسابقات آموزشگاه‌های تهران پیش رفت. به جهت آمادگی و شرایط مناسب بدنی، مورد توجه عنایت جانان‌پور (مربی باشگاه والیبال زنان تاج تهران) قرار گرفت و در تمرینات باشگاه حضور یافت و علی‌رغم سن پایین، در کنار ستاره‌های صاحب نام و ملی‌پوش باشگاه تاج همچون مهری خرازی، اشرف وحیدیان، ژاله سید زاده و فریده فرزام روز به روز پیشرفت کرد چنان‌که در آستانه مسابقات مقدماتی المپیک توکیو، مربی تیم ملی والیبال (حسین جبارزادگان) او را به مهری خرازی ترجیح داد و به‌عنوان کوچکترین عضو تیم، جهت حضور در نخستین دیدار تیم ملی ایران در بازی دوستانه در برابر تیم ملی ژاپن (در دی‌ماه سال ۱۳۴۲) انتخاب شد. وی پس از آن همراه با تیم ملی برای مسابقات انتخابی المپیک راهی هندوستان شد.
و در اولین مسابقه رسمی تیم ملی والیبال ایران در دهلی نو برای حضور در المپیک ۱۹۶۴ توکیو شرکت کرد.